# Rasmus Søby
Rasmus Søby (1989-) er en ung basketballspiller for Canaldigital-ligaholdet Bakken Bears. Han debuterede i ligaen den 19. oktober 2007 i en kamp mod topholdet Team FOG Næstved og blev topscorer med 17 points. Hans første kamp på Bakkens bedste hold var en pokalkamp mod Virum den 1. oktober 2006, hvor han scorede 6 points.
Sammen med holdkammeraten Morten Sahlertz i Bakken Bears var Søby 2007 med ved B-EM for U/18-landshold i Bulgarien, og her imponerede han ved at score mindst ti point i alle Danmarks syv kampe og opnå et snit på 14,9 point pr. kamp. Spiller nu (2012) for ligaholdet BC Aarhus (tidligere Åbyhøj Basketball).

## Hold
- Hinnerup BBK
- Skovbakken Basket
- Oure Idrætsefterskole
- Bakken Bears
- Landsholdet - European Championship Men Division C i 2010
- Åbyhøj Basketball - BC Aarhus Statistik 2011-2012 (Webside ikke længere tilgængelig) Statistik 2012-2013 Arkiveret 5. marts 2016 hos  Wayback Machine
- Randers Cimbria Statistik 2013-2014 Arkiveret 5. marts 2016 hos  Wayback Machine

## Resultater
- DM-guld: (2007/08) med både Bakken Bears og Ung Senior Herrer Skovbakken.
- Ungdomsdanmarksmesterskab-sølv: 2002/2003, 2004/2005, 2005/2006

| Basketballspiller | Spire Denne biografi om en basketballspiller er en spire som bør udbygges. Du er velkommen til at hjælpe Wikipedia ved at udvide den. |